# Hemerobius atrocorpus
Hemerobius atrocorpus är en insektsart som beskrevs av C.-k. Yang 1997. Hemerobius atrocorpus ingår i släktet Hemerobius och familjen florsländor. Inga underarter finns listade i Catalogue of Life.